# ジェームズ・ラムゼイ (第17代ダルハウジー伯爵)
第17代ダルハウジー伯爵ジェームズ・ヒューバート・ラムゼイ（英: Lord James Hubert Ramsay, 17th Earl of Dalhousie, GCVO CStJ DL、1948年1月17日 – ）は、スコットランドの貴族、伯爵、地主、廷臣。スコットランドのクラン・ラムゼイ氏族の現氏族長。
1950年から1999年までは儀礼称号としてラムゼイ卿を用いた。2009年から2023年まで王室家政長官を務めた。

## 経歴
第16代ダルハウジー伯爵とその妻マーガレット・スターリング（Margaret Stirling、1997年没、庶民院議員アーチー・スターリングの娘）との息子として生まれた。甥に第13代スカーバラ伯爵リチャード・ラムリーがいる。
ノースヨークシャーのアンプルフォース校で教育を受けた。1987年以降、ジェイムスタウン・インヴェストメント取締役(Director, Jamestown Investments Ltd)を務める。
1993年よりアンガスの副統監を務めたのち、2002年に統監代理に昇格した。1999年に父の死去によりダルハウジー伯爵位を継承した。父と同じく英国王室の廷臣であり、2009年には王室家政長官に就任し、2023年に退任した。2023年3月25日、ロイヤル・ヴィクトリア勲章ナイト・グランド・クロスを授与された。
生家のダルハウジー伯爵家は代々スコットランドのクラン・ラムゼイ氏族の氏族長を務める家柄であり、彼が2023年現在の氏族長である。

## 私生活
1973年にマリリン・ダヴィナ・バター（Marilyn Davina Butter、1950年 - 、サー・デイヴィッド・バター陸軍少佐の次女）と結婚、1男2女をもうけている。マリリン夫人には母方を通じて祖母アナスタシア・ド・トービー（ロシア大公ミハイル・ミハイロヴィチの娘）がいる。
- （長女）ローナ・テリーザ・ラムゼイ（1975年 - ）
- （次女）アリス・マグダレン・ラムゼイ（1977年 - ）
- （長男）サイモン・デイヴィッド・ラムゼイ（1981年 - ）- ラムゼイ卿（儀礼称号）